# Hockey Pro League

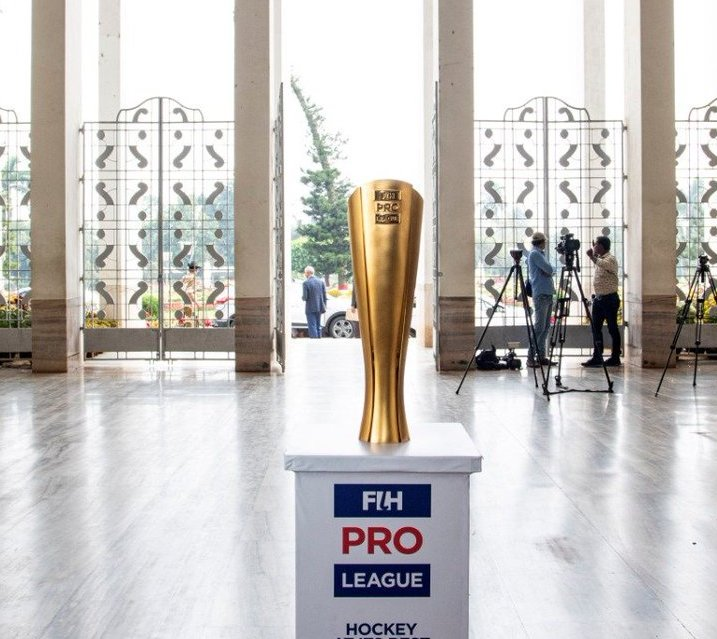
Trofeo de la Hockey Pro League.

La Hockey Pro League es una competición internacional de hockey sobre césped organizada por la Federación Internacional de Hockey (FIH), la cual reemplaza a la Liga Mundial de Hockey. La competición también sirve para la clasificación para el Campeonato Mundial y como etapa previa a los Juegos Olímpicos.
La primera edición inició en enero de 2019. Nueve equipos aseguraron su cupo por cuatro años.

## Formato
Nueve equipos masculinos y femeninos competirán en un sistema de todos contra todos en partidos de local y de visita, jugados entre enero y junio, y los cuatro mejores equipos avanzarán a la final en una ubicación predeterminada. En julio de 2017, Hockey India decidió retirar al equipo masculino y femenino de la competición cuando  estimaron que la posibilidad de clasificar a los Juegos Olímpicos era más alta participando en la Liga Mundial de Hockey. Hockey India también manifestó la falta de claridad en el sistema de ranking. La Federación de Hockey Internacional posteriormente invitó a España (hombres) y Bélgica (mujeres).
Equipos
| Torneo masculino | Torneo femenino |
| ---------------- | --------------- |
| Alemania         | Alemania        |
| Argentina        | Argentina       |
| Australia        | Australia       |
| Bélgica          | Bélgica         |
| España           | China           |
| Nueva Zelanda    | Estados Unidos  |
| Países Bajos     | Nueva Zelanda   |
| Pakistán         | Países Bajos    |
| Reino Unido      | Reino Unido     |
| India            | India           |

## Torneo masculino

### Resultados
| Año     | Sede de la final         | Final        | Final               | Final        | Partido por el 3.° lugar | Partido por el 3.° lugar | Partido por el 3.° lugar |
| Año     | Sede de la final         | Campeón      | Marcador            | Subcampeón   | Tercer lugar             | Marcador                 | Cuarto lugar             |
| ------- | ------------------------ | ------------ | ------------------- | ------------ | ------------------------ | ------------------------ | ------------------------ |
| 2019    | Amstelveen, Países Bajos | Australia    | 3-2                 | Bélgica      | Países Bajos             | 5-3                      | Reino Unido              |
| 2020-21 | Sin sede fija            | Bélgica      | Tabla de posiciones | Australia    | Alemania                 | Tabla de posiciones      | India                    |
| 2021-22 | Sin sede fija            | Países Bajos | Tabla de posiciones | Bélgica      | India                    | Tabla de posiciones      | Alemania                 |
| 2022-23 | Sin sede fija            | Países Bajos | Tabla de posiciones | Reino Unido  | Bélgica                  | Tabla de posiciones      | India                    |
| 2023-24 | Sin sede fija            | Australia    | Tabla de posiciones | Países Bajos | Reino Unido              | Tabla de posiciones      | Argentina                |
| 2024-25 | Sin sede fija            | Países Bajos | Tabla de posiciones | Bélgica      | España                   | Tabla de posiciones      | Alemania                 |

## Torneo femenino

### Resultados
| Año     | Sede de la final         | Final        | Final               | Final        | Partido por el 3.° lugar | Partido por el 3.° lugar | Partido por el 3.° lugar |
| Año     | Sede de la final         | Campeón      | Marcador            | Subcampeón   | Tercer lugar             | Marcador                 | Cuarto lugar             |
| ------- | ------------------------ | ------------ | ------------------- | ------------ | ------------------------ | ------------------------ | ------------------------ |
| 2019    | Amstelveen, Países Bajos | Países Bajos | 2-2 (4-3)           | Australia    | Alemania                 | 1-1 (3-1)                | Argentina                |
| 2020-21 | Sin sede fija            | Países Bajos | Tabla de posiciones | Argentina    | Alemania                 | Tabla de posiciones      | Reino Unido              |
| 2021-22 | Sin sede fija            | Argentina    | Tabla de posiciones | Países Bajos | India                    | Tabla de posiciones      | Bélgica                  |
| 2022-23 | Sin sede fija            | Países Bajos | Tabla de posiciones | Argentina    | Australia                | Tabla de posiciones      | Bélgica                  |
| 2023-24 | Sin sede fija            | Países Bajos | Tabla de posiciones | Alemania     | Argentina                | Tabla de posiciones      | Bélgica                  |
| 2024-25 | Sin sede fija            | Países Bajos | Tabla de posiciones | Argentina    | Bélgica                  | Tabla de posiciones      | China                    |